# Jakushitsu Genkō
Jakushitsu Genkō (ur. 23 czerwca 1290, zm. 25 września 1367; jap. 寂室元光) – japoński mistrz zen szkoły rinzai, asceta, poeta i flecista.

## Życiorys
Pochodził z Mimasaki w regionie Okayama. Od strony ojca spokrewniony był z rodem Fujiwara. W dzieciństwie był bardzo ruchliwy, a przy tym inteligentny i pojętny o raczej delikatnej osobowości. W wieku 12 lat rodzice posłali go do klasztoru Tōfuku w Kioto, aby usługiwał mnichom i zdobył wykształcenie. Chociaż pobyt w klasztorze rozpoczął tylko jako uczeń, to po jakimś czasie, po spotkaniu w drodze do domu głęboko uduchowionego mnicha zen, zrozumiał, że erudycja i znajomość sutr nie wystarczają. Postanowił zostać mnichem.
Zaprzyjaźniony mnich, który był również rozczarowany akademickim życiem w Tōfuku-ji, powiedział mu o mistrzu zen Yakuō Tokkenie (約翁德儉, 1245–1320), uczniu mistrza chan Lanxi Daolonga. Yakuō był wówczas opatem małego klasztoru w Kamakurze założonego jeszcze przez Mistrza Lanxi. Obaj wyruszyli do Kamakury w 1305 roku i zostali przyjęciu jako uczniowie mistrza. W 1306 roku Yakuō został wyznaczony na opata Kennin-ji w Kioto i Jakushitsu towarzyszył mu w przenosinach. Praktykował pod kierunkiem mistrza i opiekował się nim, gdy ten ciężko zachorował. Pewnego dnia 1306 roku poprosił mistrza o "ostatnie słowo" (jap. matsugo). Bez żadnych słów mistrz spoliczkował ucznia, który osiągnął oświecenie.
Słuchając rady swojego nauczyciela Jakushitsu spędził kilka miesięcy 1309 roku studiując reguły monastyczne u mistrza winai Euna, po czym powrócił do swego nauczyciela. Następne dziesięć lat spędził jako asystent różnych chińskich mistrzów chan w Japonii. Byli to Dongming Huiri (1272–1340), Dongli Honghui, jednak najbardziej kształtujący go okres, to dwa lata asystowania Yishanowi Yiningowi (1247–1317). Yishan był wtedy opatem Nanzen-ji. Bardzo wysoko ocenił wiersz Jakushitsu "Bodhidharma w śniegu".
Po śmierci w 1320 roku swojego nauczyciela Yakuō, Jakushitsu wraz z grupą znajomych mnichów udał się do Chin. Jego głównym celem było spotkanie się z mistrzem chan Zhongfengiem Mingbenem (中峰明本, 1263–1323). Przedstawił się mistrzowi jako uczeń poszukujący ukierunkowania. Był to punkt zwrotny w życiu Jakushitsu. Wpływ Zhongfenga ukształtował go na resztę jego kariery mnisiej i czysty zen, którego się nauczył od Zhongfenga, przekazał później swoim uczniom.
Praktyka nembutsu, która pod koniec panowania dynastii Song była wykorzystywana przez chińskich mistrzów chan nie zajęła nigdy głównego miejsca, którym była praktyka Koanowa. Jakushitsu poświęcił dwa wiersze Amitabhie, w których wyraźnie stwierdza, że Czysta Kraina nie powinna być poszukiwana w Zachodnim Raju, ale we własnym umyśle.
Jakushitsu przebywał w Chinach do 1326 roku. Po roku, który spędził u Zhongfenga na górze Tianmu, podróżował po tym kraju odwiedzając słynne klasztory, spotykając mistrzów chan i starając się nauczyć chińskich sposobów praktyki. Podróż ta niezmiernie go wzbogaciła i wiele z jego wierszy opisuje piękno chińskich krajobrazów.
Po powrocie do Japonii kontynuował wędrowne życie przez następne dwadzieścia pięć lat. Przebywał głównie w południowo-zachodniej części Japonii w okolicach Bizen i Bitchū w rejonie Okayama i Bingo w rejonie Hirosimy. Czasami przechodził także przez rodzinną Mimasakę. Jako mnich-poeta uwielbiał proste życie w wiejskich klasztorach i świątyniach. Przez trzy lata (około 1352 roku) przebywał Tōzen-in w Mino (prefektura Gifu), następnie udał się do Shizuoki i Kai w prefekturze Yamanashi. Idąc na zachód dotarł w okolice Ōmi w prefekturze Shiga). Tam miejscowy pan (jap, shugo) Sasaki Ujiyori (1326–1370) wybudował dla niego klasztor Eigen (永源寺) w 1361 roku. Jakushitsu nie był zbyt zadowolony, że musi porzucić styl życia, który tak lubił, jednak wkrótce przekonał się jak było to ważne dla innych ludzi. Już pierwszego roku po objęciu stanowiska opata przez klasztor przewinęło się ponad dwa tysiące gości. W 1366 roku przekazał prowadzenie klasztoru swojemu uczniowi Mitenowi Eishaku. Już wcześniej odrzucił oferty prowadzenia dwóch czołowych klasztorów gozan Tenryū w Kioto i Kenchō w Kamakurze. Odrzucił także jeszcze wcześniejsze propozycje stanowiska opata w dwóch małych klasztorach Chōshō w Kamakurze i Manju w dystrykcie Bungo w prefekturze Ōta.
Jego testament ukazuje człowieka kompletnie nieprzywiązanego do niczego. Życzył sobie, aby po jego śmierci ziemie leżące w Kumaharze, które zostały dane klasztorowi, zostały zwrócone donatorom. Natomiast budynki klasztorne powinny być dane ludziom z wioski Takano, chyba że zażyczą sobie oni mieć dalej klasztor zen. Przez całe życie żył prosto i ubogo, odrzucał powagę stanowiska opata, jak i nadmierne ozdoby budynków klasztornych. Jego klasztor nie włączył się do ruchu gozan i związał się wiejskimi klasztorami rinka (spod lasu).
Mistrz zen Jakushitsu Genkō zmarł w 1367 roku.
Otrzymał kilka pośmiertnych tytułów, m.in. Enno Zenji (圓應禪師) od cesarza Go-Kōgona (後光嚴) w 1369 roku i Shoto Kokushi (正燈國師) w 1928 roku.

## Wiersz
| - Życie w górach Nie szukając sławy ani nie opłakując mojego ubóstwa ukryłem się głęboko w górach daleko od światowego kurzu. Kończy się rok Zimne niebo kto się zaprzyjaźni ze mną? Śliwka dojrzewa na nowej gałęzi owinięta w księżycową poświatę |

## Linia przekazu Dharmy zen
Pierwsza liczba oznacza liczbę pokoleń mistrzów od 1 Patriarchy indyjskiego Mahakaśjapy.
Druga liczba oznacza liczbę pokoleń od 28/1 Bodhidharmy, 28 Patriarchy Indii i 1 Patriarchy Chin.
Trzecia liczba oznacza początek nowej linii przekazu w danym kraju.
- 48/21. Yuanwu Keqin (1063–1135)
  - 49/22. Dahui Zonggao (1080–1163)
    - 50/23. Zhuo’an Deguang (także Fozhao) (1121–1203)
      - 51/24. Mi’an Xianjie (Xijie) (1118–1186)
        - 52/25. Songyuan Chongyue (1139–1209)
          - 53/26. Wuming Huixing (bd)
            - 54/27/1. Lanxi Daolong (1213–1278) Japonia. Szkoła rinzai. Opat Kenchō-ji
              - 55/28/2. Yakuō Tokken (1244–1320)
                - 56/29.3. Jakushitsu Genkō (1290–1367)
                  - 57/30/4, Miten Eishaku (zm. 1406)

              - 55/28/2. Gio (bd)
              - 55/28/2. Chokei (bd)
              - 55/28/2. Muin Emban (1230–1307)
              - 55/28/2. Mukyū Tokusen (bd)
              - 55/28/2. Chidon Kūshō (bd)
              - 55/28/2. Tōkei Tokugo (bd)